# Araneus flavosignatus
Araneus flavosignatus är en spindelart som först beskrevs av Roewer 1942.  Araneus flavosignatus ingår i släktet Araneus och familjen hjulspindlar.
Artens utbredningsområde är Sulawesi. Inga underarter finns listade i Catalogue of Life.